# Mihail Andricu
Mihail Andricu (Bucarest, 22 dicembre 1894 – Bucarest, 4 febbraio 1974) è stato un compositore rumeno.

## Biografia
Studiò teoria, armonia, contrappunto e composizione al Conservatorio di Bucarest tra il 1903 e il 1912. Perfezionatosi a Parigi con Gabriel Fauré e Vincent d'Indy, dal 1926 al 1948 fu professore di musica da camera e dal 1948 al 1959 professore di composizione al Conservatorio di Bucarest. Fu membro fondatore della Società dei compositori rumeni.
Andricu ebbe numerosi problemi con la politica comunista del tempo, che lo accusò di essere nemico del popolo e di dimostrare simpatie per la musica decadente del tempo (come il jazz) e non solo: il compositore fu costretto a pubblicare su un giornale a larga diffusione un'umiliante autocritica e a subire numerosi altri oltraggi, come l'espulsione dall'Accademia Rumena ed il divieto di ascoltare le sue musiche.

## Riconoscimenti
- Premio Enescu per la composizione (Op. 1) nel 1923;
- Premio Enescu per la composizione (Op. 2) nel 1924;
- Premio Robert Cremer nel 1931;
- Premio Anhauch nel 1932;
- Premio dell'Accademia Rumena nel 1949 [1]
- numerosi altri premi nazionali [2]

## Composizioni
L'abbondante produzione musicale di Andricu è ancora molto trascurata e per lo più inedita.

## Inscisioni discografiche
Nel secolo scorso sono state effettuate alcune incisioni su dischi in vinile delle composizioni di Andricu. Ecco l'elenco:
- Suite sinfonica Cenerentola (Romanian Radio and Television Symphony Orchestra diretta da Emanuel Elenescu, incisa per Electrecord nel 1966: codice ECE 0521) (?)
- Sinfonia No. 2 (Romanian Radio and Television Symphony Orchestra diretta da Emanuel Elenescu, incisa per Electrecord nel 1966: codice ECE 0521)
- Sinfonia No. 4 (Romanian Radio and Television Studio Orchestra e Ciprian Porumbescu Conservatory Lyric Orchestra diretti da Ludovic Bács, incisa per Electrecord nel 1977: codice ST-ECE 01922)
- Sinfonia No. 6 (Romanian Radio and Television Symphony Orchestra diretta da Emanuel Elenescu, incisa per Electrecord nel 1971: codice ECE 0789)
- Sinfonia No. 11 In Memoriam (Romanian Radio and Television Symphony Orchestra diretta da Iosif Conta, incisa per Electrecord nel 1971: codice ECE 0789)
- Sinfonietta No. 12 (Sibiu Philharmonic Orchestra diretta da Petre Sbârcea, incisa per Electrecord nel 1977: codice ST-ECE 01922) [3]